# قمة هرمية

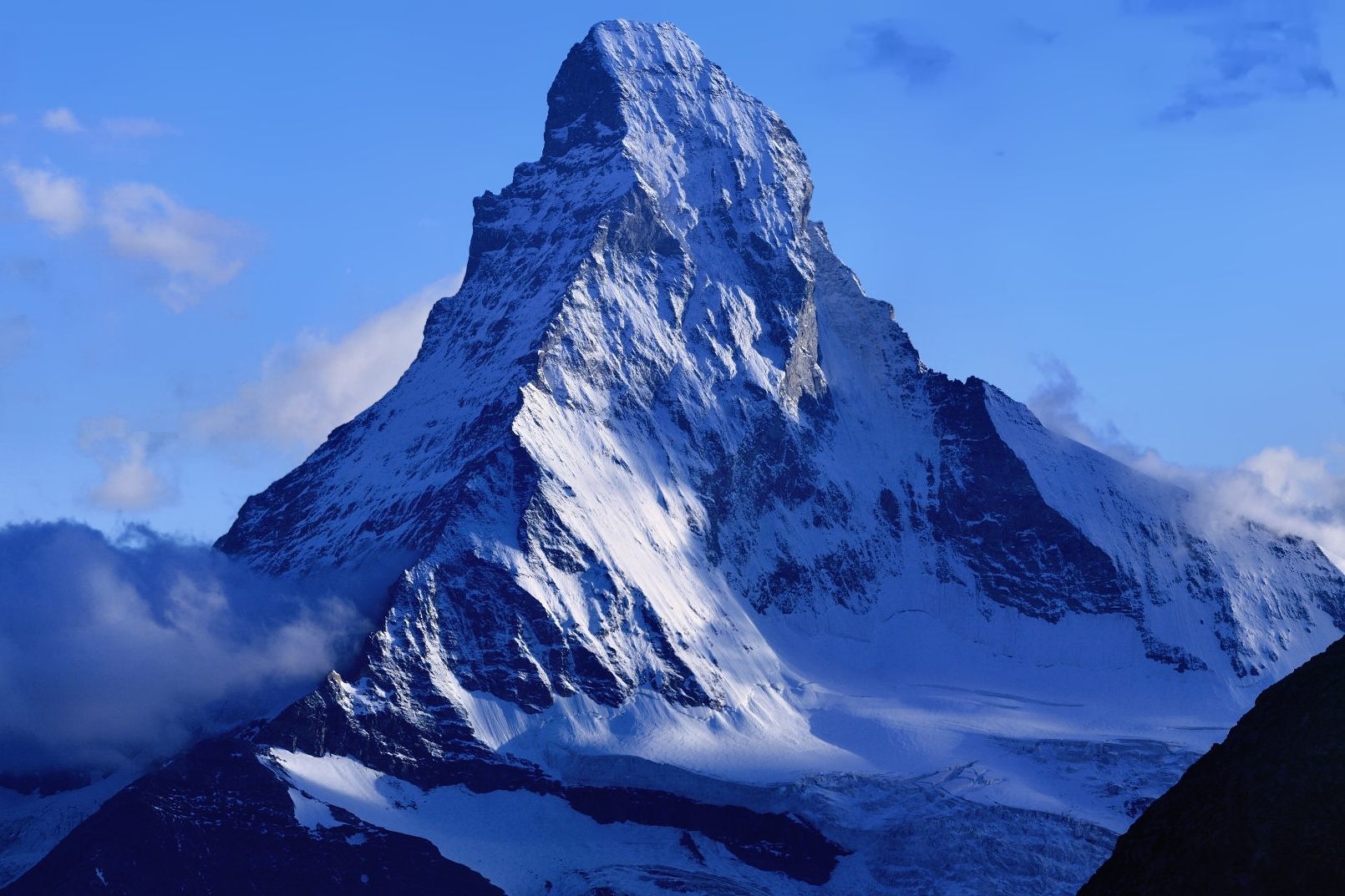
جبل ماترهورن، مثال كلاسيكي للقمة الهرمية.

القمة الهرمية (بالإنجليزية: Pyramidal peak)‏، تسمى أحيانًا القرن الجليدي في الحالات القصوى، هي قمة جبلية زاويّة مدببة بشكل حاد ناتجة عن تآكل الحلبة بسبب تباعد الأنهار الجليدية المتعددة من نقطة مركزية. غالبًا ما تكون القمم الهرمية أمثلة على نتوء صخري جليدي.